# Palazzo Comunale de San Gimignano
Pour les articles homonymes, voir Palazzo comunale.
Le Palazzo Comunale de San Gimignano, également connu sous le nom de Palazzo del Popolo est le siège de l'autorité civique de San Gimignano en Toscane depuis le XIIIe siècle. Il est situé sur la Piazza del Duomo à proximité de la collégiale de la Vierge Marie. Le bâtiment et la collégiale sont au cœur de la ville médiévale et font partie du site du patrimoine mondial de l'UNESCO du « Centre historique de San Gimignano » .
Le bâtiment contient d'importantes fresques de Memmo di Filippuccio, Lippo Memmi et d'autres, un musée et une galerie avec des œuvres des écoles florentine et siennoise, dont des peintures de Coppo di Marcovaldo, Lippo Memmi, Benozzo Gozzoli, Filippino Lippi, Le Sodoma et Pinturicchio.

## Histoire et architecture

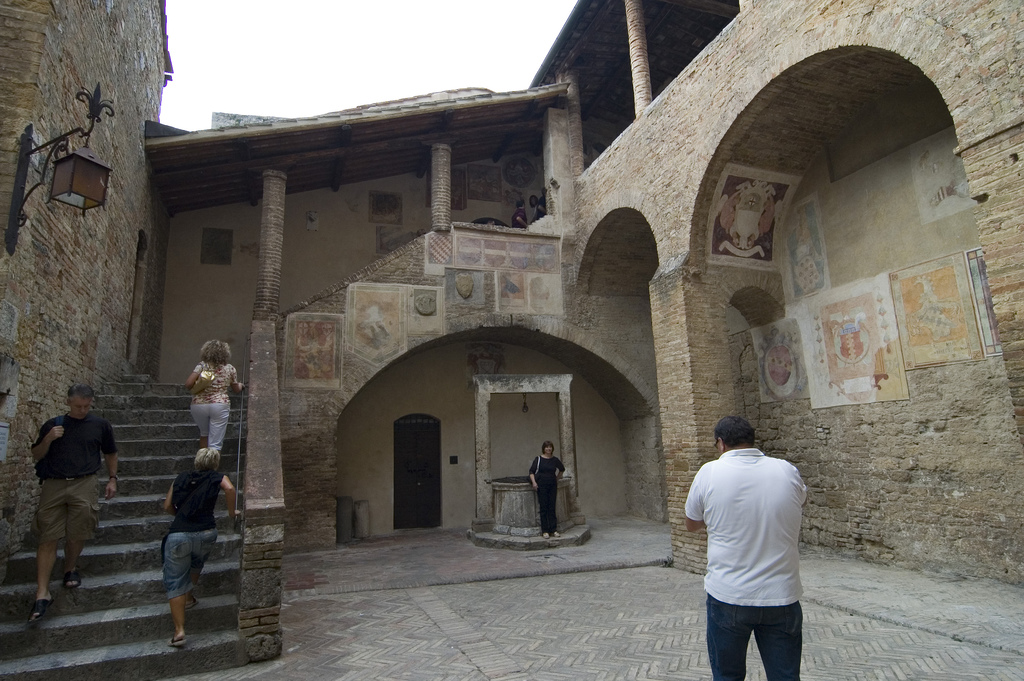
Cour du palais.

Le Palazzo Comunale date de la fin du XIIIe siècle et a été construit sur les ruines d'un bâtiment existant entre 1289 et 1298. Agrandie au XIVe siècle, la façade est caractérisée par des fenêtres cintrées, avec la moitié inférieure de la façade construite en pierre et la partie supérieure en brique.
Au rez-de-chaussée se trouve une cour, qui a été construite en 1323 et est décorée des armoiries de ceux qui ont exercé des fonctions publiques dans la municipalité. Les principaux bureaux du conseil municipal sont désormais situés dans ce rez-de-chaussée.
Au premier étage se trouve une galerie à gradins d'où les dignitaires s'adressaient à la foule rassemblée sur la place. Les créneaux datent d'une restauration du XIXe siècle, et la structure est coiffée par la Torre Grossa (grande tour). Cette tour a été achevée en 1300 et avec ses 54 mètres est la plus haute tour de la ville fortifiée.

## Musée
Les étages supérieurs du palais abritent la Sala del Consiglio et, depuis 1852, le musée municipal et la galerie.

### Salle du Conseil
La  « Sala del Consiglio » est une grande salle de réception qui servait de salle du conseil. Elle est communément appelée « Sala di Dante » et porte le nom du célèbre poète Dante Alighieri qui a visité San Gimignano en 1300 en tant qu'ambassadeur de la République florentine.

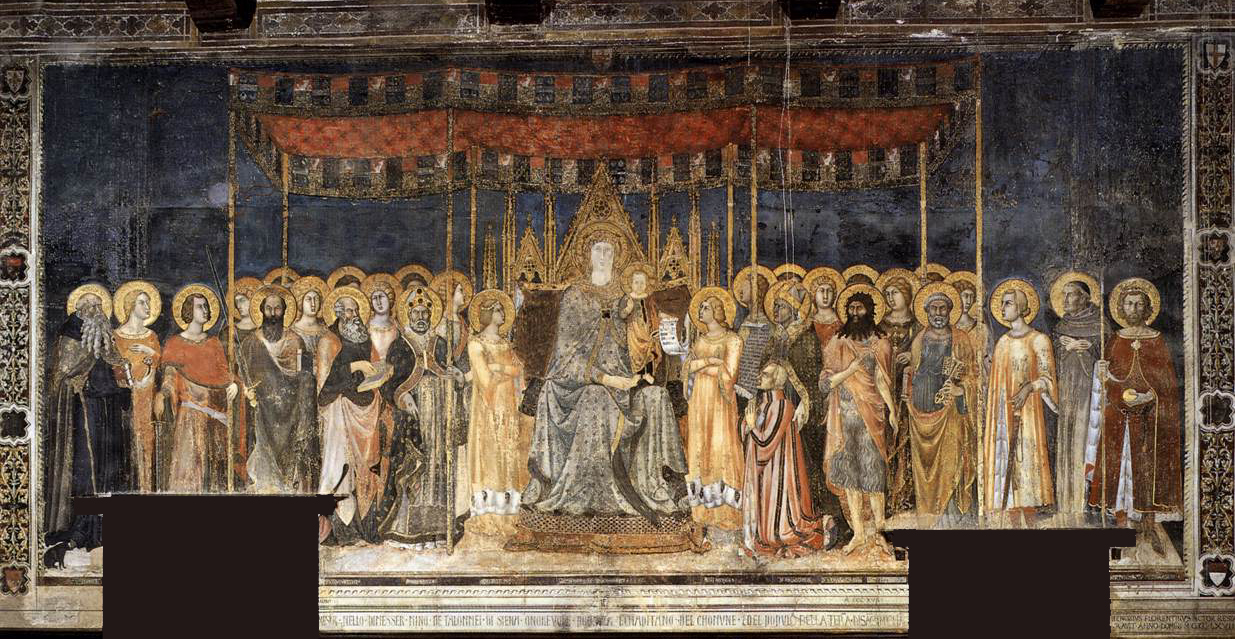
La Maestà de Lippo Memmi dans la Sala di Dante.

La chambre est décorée d'une Maestà de Lippo Memmi. Commandée en 1317 par Nello de Mino Tolomei (alors podestat de San Gimignano), la fresque aurait été inspirée par la Maestà de Simone Martini du Palazzo Pubblico à Sienne. La fresque montre Marie assise sur un trône entourée de saints et d'anges en adoration, dont le podestat Nello de Mino Tolomei.
Juste à côté de la grande salle se trouve une salle de réunion qui était à l'origine utilisée pour des réunions privées.

### Galerie
La galerie elle-même est au deuxième étage et conserve des œuvres de Coppo di Marcovaldo, Lippo Memmi, Benozzo Gozzoli, Filippino Lippi, Pinturicchio, Azzo di Masetto, Niccolò di ser Sozzo, Taddeo di Bartolo, Lorenzo di Niccolò et Benedetto da Majano.  Le Sodoma y a peint en 1507 une vie de saint Yves.
La première salle s'appelle La Trinité, en raison d'un tableau sur ce sujet (1497) de Pier Francesco Fiorentino. Elle abrite également une Vierge à l'Enfant avec des saints de Leonardo da Pistoia et une Pietà de Sebastiano Mainardi.
D'autres salles contiennent une Maestà de la fin du XIIIe siècle, des décorations d'autel de Memmo di Filippuccio, une Vierge à l'Enfant de Vincenzo Tamagni (1528), plusieurs retables gothiques (dont un représentant des scènes de la vie de Saint Gimignano), une Vierge aux saints Grégoire et Benoît de Pinturicchio, et deux crucifix médiévaux de l'école florentine.
Les appartements du Podestat (Camera del Podestà) sont décorés de fresques avec des scènes matrimoniales d'un couple prenant un bain et se couchant, une œuvre inhabituelle de Memmo di Filippuccio datée du début du XIVe siècle.